# Mammelomys
Mammelomys és un gènere de rosegadors de la subfamília dels murins, format per només dues espècies.

## Distribució i hàbitat
Aquests animals viuen a Nova Guinea, on el seu hàbitat són els boscos entre 320 i 3.200 msnm.

## Descripció
Es tracta d'espècies de rosegador de mida mitjana, amb una longitud del cos d'entre 15 i 19 centímetres, una cua que fa entre 11 i 15 centímetres i un pes que oscil·la entre 100 i 125 grams. El seu pelatge és de color grisós a part superior i més clar a la part inferior és més lleuger. La cua està coberta d'escates. Les femelles només tenen un parell de pits.

## Taxonomia
El gènere està format per dues espècies que, fins fa poc, estaven classificats dins el gènere Melomys, amb el qual no estan gaire relacionades. L'anàlisi de les distàncies immunològiques, fet per Watts i Baverstock, va col·locar Mallomys dins la divisió Pogonomys juntament amb Anisomys, Chiruromys, Coccymys, Hyomys, Macruromys i Pogonomys. Els estudis de Lecompte et al, el van col·locar dins la tribu dels hidrominis.

## Estat de conservació
Segons la Unió Internacional per a la Conservació de la Natura (UICN), cap de les dues espècies del gènere està en perill.